# Sydney Harbour Bridge
Il Sydney Harbour Bridge (in italiano noto anche come il ponte di Sydney) è un ponte ad arco con piano stradale sospeso situato a Sydney in Australia. Il ponte collega il quartiere degli affari di Sydney con l'area settentrionale della città, North Shore, attraversando nella sua lunghezza la baia di Sydney, costituita dalla foce del fiume Parramatta.
La costruzione del ponte ad arco metallico in struttura reticolare risale agli anni venti, e fu completata nel 1932. Presenta una lunghezza di 503 m e una larghezza di 48 m, comprendendo 4 binari ferroviari e una carreggiata stradale larga 17 m, il cui collaudo ha richiesto l'uso di 72 locomotive di peso complessivo pari a 7 000 kN. La sua struttura fu fonte di ispirazione per il progetto del Tyne Bridge a Newcastle upon Tyne, la cui costruzione durò dal 1925 al 1928.
È transitabile da parte della metropolitana, del traffico veicolare e dei pedoni. Può essere scalato, e infatti molti turisti sono attratti da questa avventura che può durare più di tre ore.

## Storia
Progetti di un ponte che collegasse le due sponde della baia di Sydney vi erano già dal 1815, quando il noto architetto Francis Greenway, deportato in Australia in qualità di condannato, propose al governatore Lachlan Macquarie l'edificazione di un ponte che rendesse più agevoli i collegamenti tra le due rive. Nel 1825 Greenway scrisse una lettera all'allora ancora esistente giornale "The Australian" affermando che un tale ponte "avrebbe dato un'idea di forza e magnificenza che avrebbe riflesso onore e gloria sulla colonia e sulla madrepatria". Niente tuttavia scaturì dai propositi di Greenway, per quanto l'idea del ponte rimase ben viva, e molte altre simili proposte furono fatte nel corso dell'intero XIX secolo. Nel 1840, l'ingegnere navale Robert Brindley propose la costruzione di un ponte galleggiante. L'ingegnere Peter Henderson produsse uno dei più antichi disegni di un ponte che attraversasse la baia di Sydney attorno al 1857. Un ponte a traliccio fu proposto nel 1879, mentre la costruzione di un ponte rialzato fu stimata a un costo di 850 000 dollari nel 1880.
Nell'anno 1900 il governo Lyne commissionò la costruzione di una nuova stazione centrale e organizzò un concorso internazionale per il progetto e l'edificazione di un ponte sulla baia. L'ingegnere Norman Selfe di Sydney presentò un progetto che prevedeva un ponte sospeso, vincendo il secondo premio ammontante a 500 sterline. Nel 1902, quando i risultati del primo concorso furono oggetto di controversie, Selfe vinse un secondo concorso presentando il progetto di un ponte a sbalzo in acciaio. La commissione di selezione fu unanime nel decretare il vincitore e nel commentare che "le linee strutturali sono corrette e nella giusta proporzione, e che [...] la sua silhouette risulta essere aggraziata ed elegante". Ciononostante, a causa di un rallentamento economico e al cambio di governo dopo le elezioni del Nuovo Galles del Sud del 1904, l'effettiva costruzione del ponte non venne intrapresa. Risale invece al 1922 la proposta di Ernest Stowe di costruire un unico ponte a tre arcate che doveva unire Balls Head, Millers Point, e Balmain con uno snodo centrale sormontato da un memoriale situato sulla Goat Island.

## Galleria d'immagini

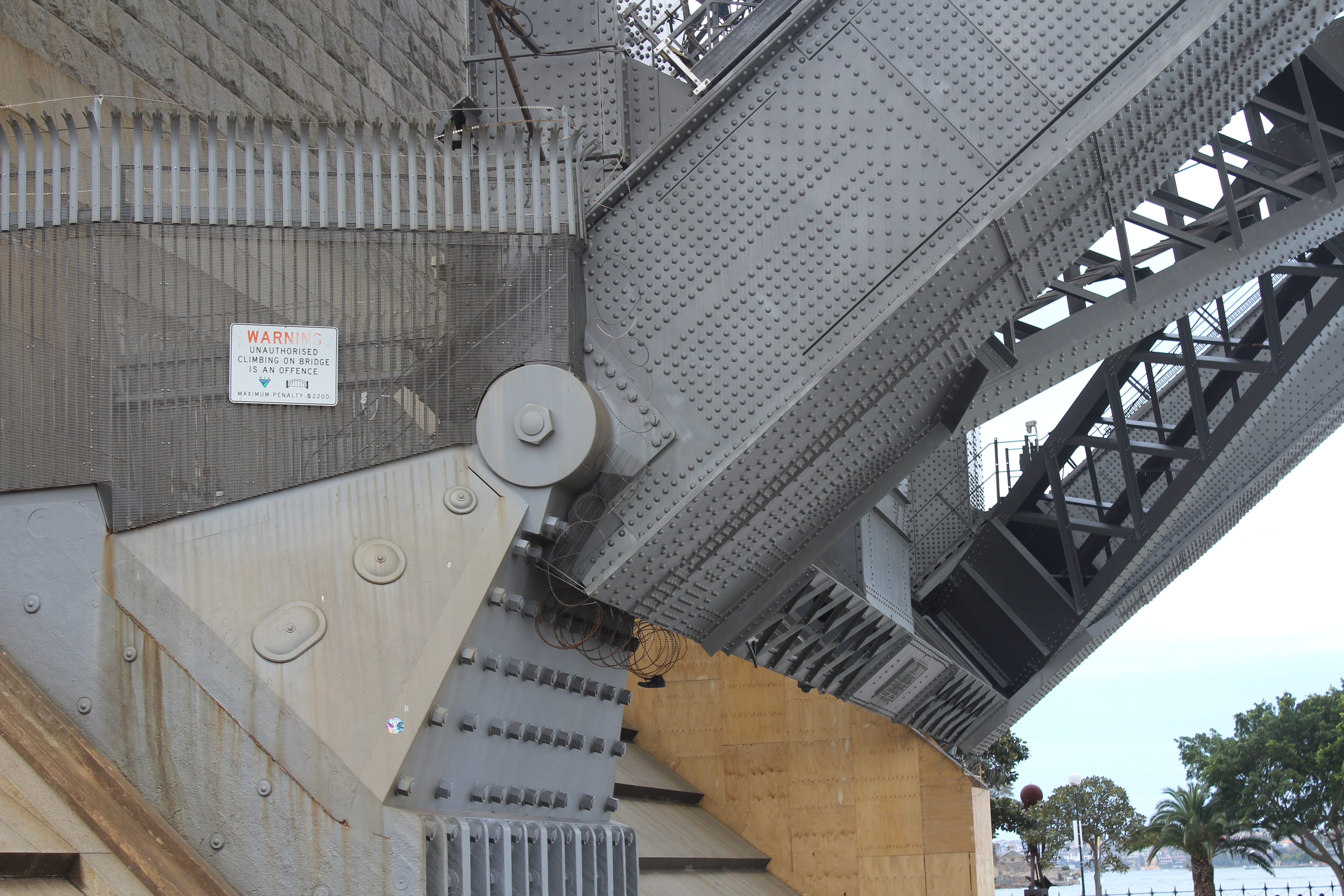
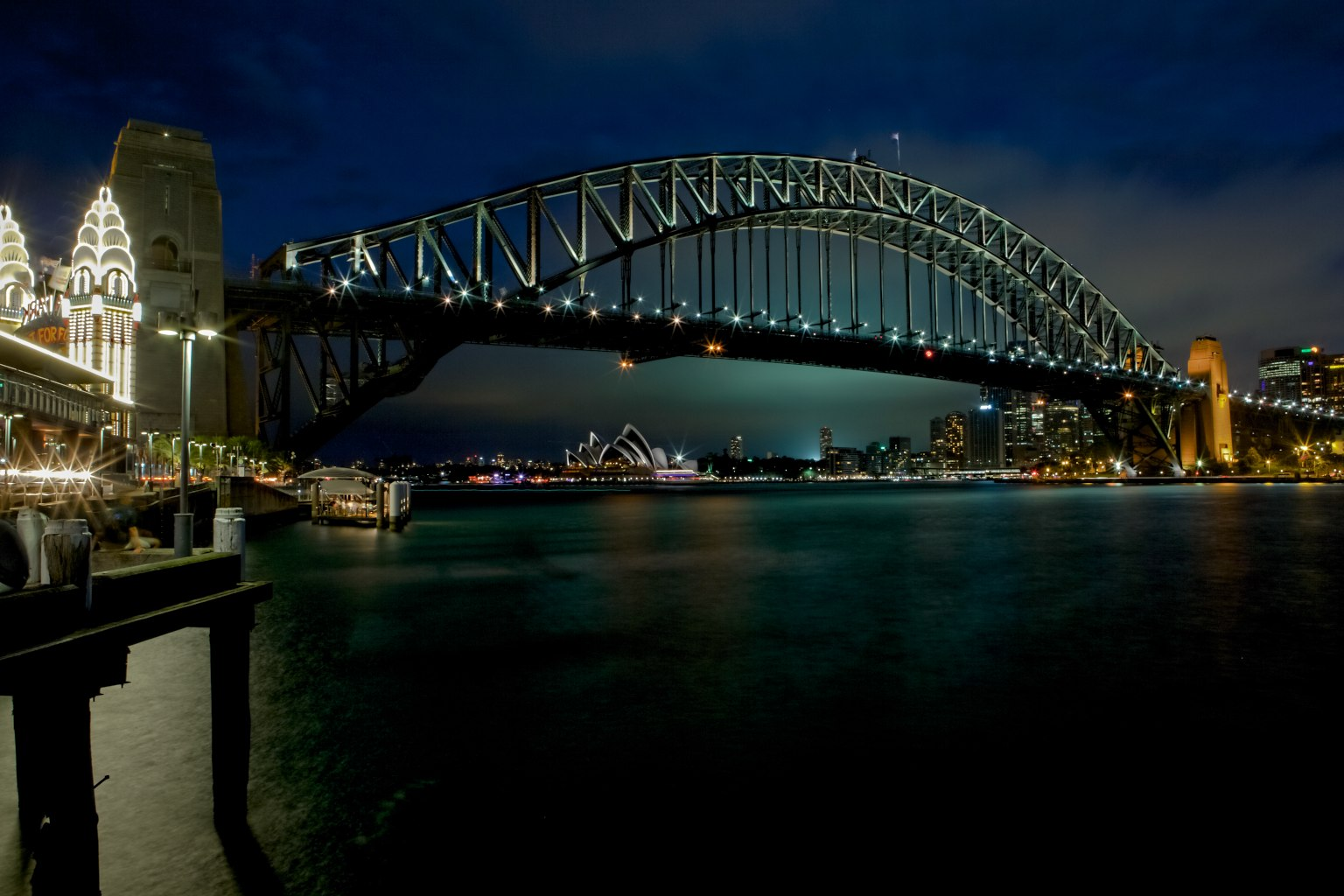
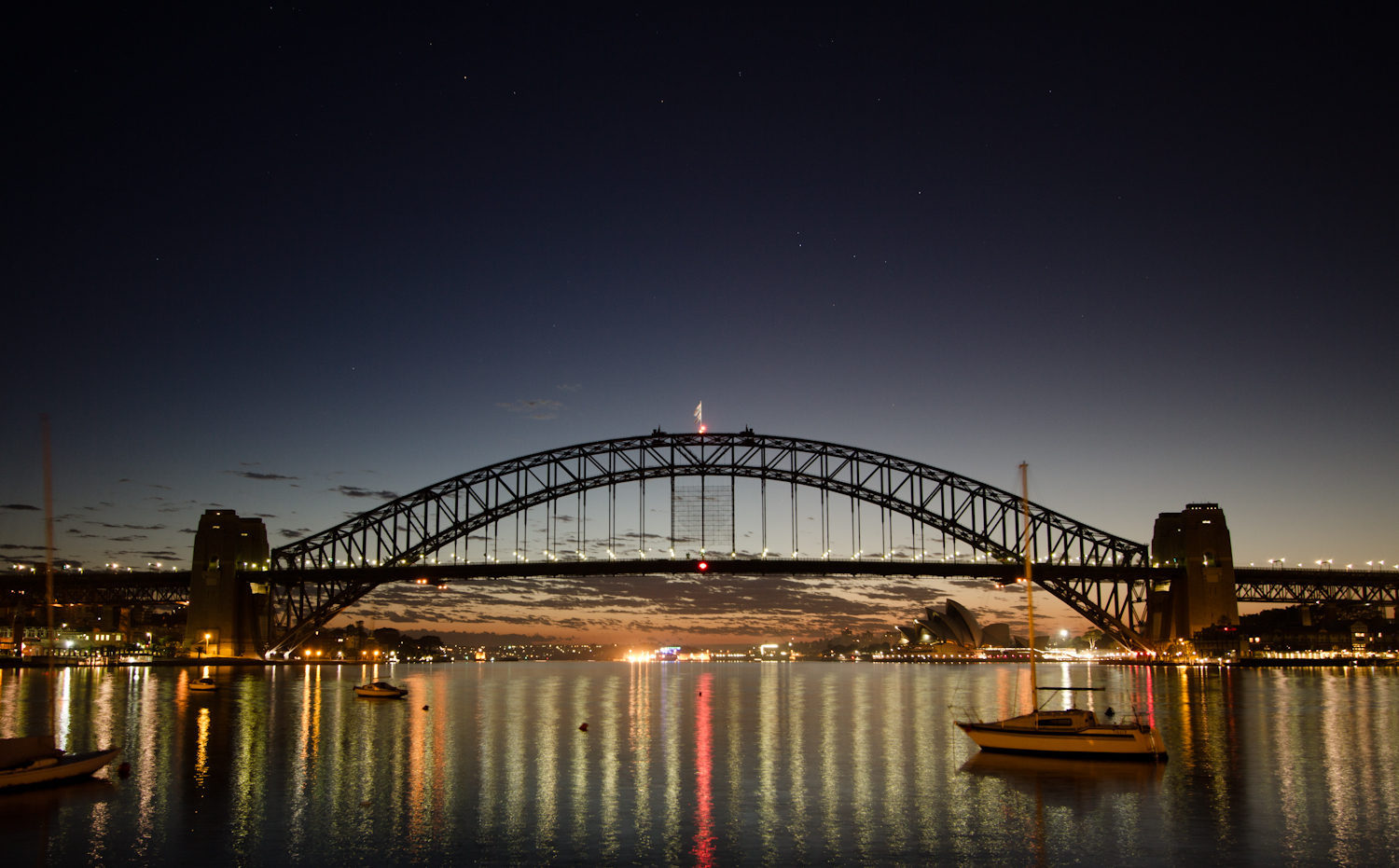
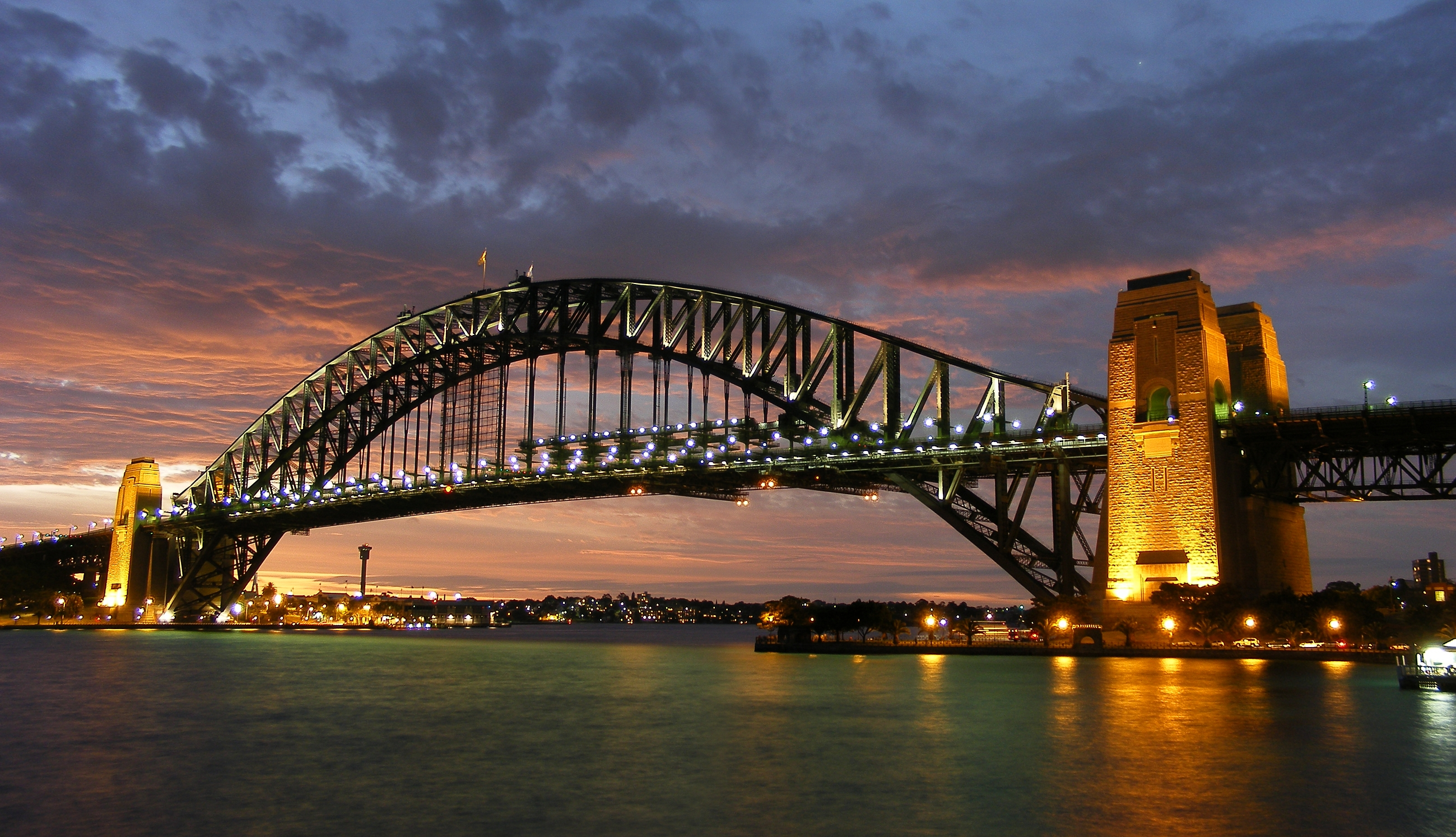
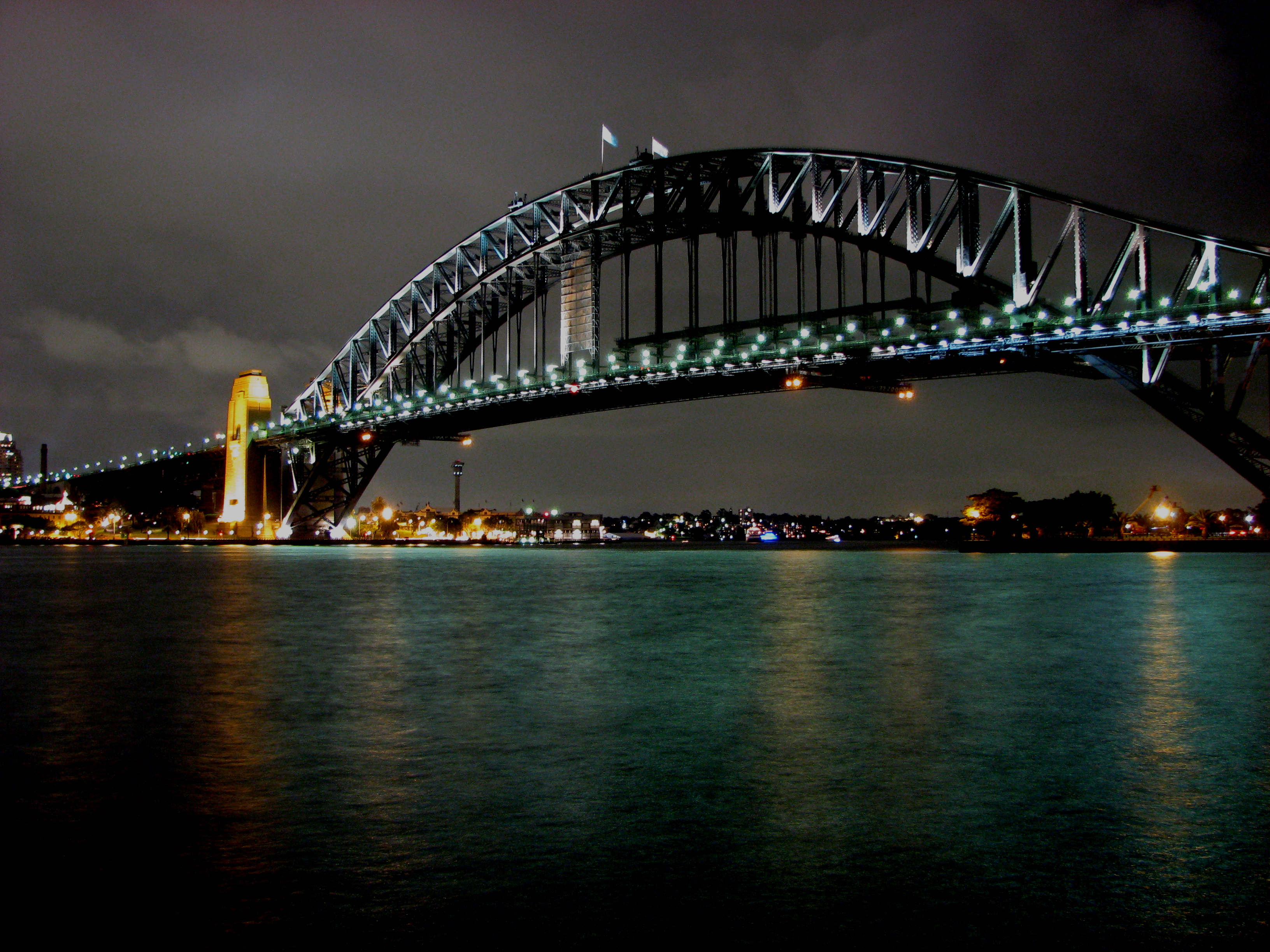